# Бежанова, Майя Михайловна
Майя Михайловна Бежанова (1936—2001) — советский ученый-информатик, доктор физико-математических наук. Разработала блоки чистки и обработки индексов Альфа-транслятора для ЭВМ-20. Внесла серьезный вклад в развитие методологии и системной организации пакета прикладных программ.

## Ранние годы и образование
Родилась в 1936 году в Ростове-на-Дону. Воспитывалась матерью и отчимом, который был доктором технических наук, главным конструктором ОКБ п/я А7569. Есть два брата (1941 и 1943 годов рождения).
В 1958 году окончила физико-математический факультет Горьковского государственного университета М.М. (ныне — Нижегородский государственный университет им. Н. И. Лобачевского), специализация «вычислительная математика».
Впоследствии защитила кандидатскую диссертацию на тему «Взаимодействующая система автоматизации решения задач на ЭВМ» (научный руководитель — Г.И. Марчук), докторскую диссертацию «Методическая и системная поддержка разработки пакетов прикладных программ».

## Карьера
После окончания института пришла на работу в Отдел программирования Института математики СОАН, где под руководством А.П Ершова принимала участие в составлении схем блоков и программирования Альфа-транслятора. На этом проекте отвечала за разработку и программирования Альфа-откладчика — программы для поиска ошибок, также разработала блоки чистки циклов и обработки индексов.
В 1963 году возглавила группу решения «критических задач» в Вычислительном центре СОРАН, участвовала в разработке системы «Сигма» и языка программирования «Эпсилон». В 1965—1980 годах возглавляла лабораторию автоматизации построения алгоритмов Конструкторского бюро по системному программированию (Новосибирские филиал Института точно механики и вычислительной техники АН СССР). В последние годы жизни М. М. Бежанова работала в Вычислительном центре СОРАН.